# 松絃館琴譜
《松絃館琴譜》，古琴譜，是虞山琴派最重要的兩個琴譜文獻之一，由虞山派創始人嚴澂所輯.

## 琴譜簡介
《松絃館琴譜》在严澂主持下，由当地能手赵应良等編訂成集。是《四庫全書》收錄的唯一明代琴譜。原書刻於明萬曆甲寅，原板藏在常熟嚴家。因遭明末兵燹，“極闕其半”，嚴澂之孫嚴炳，於清順治丙申間“簡家藏原稿，手錄鎖闕，訂成全書”（文見上海及南京圖書館所藏善本《松絃館琴譜》中的嚴炳跋文）。《松絃館琴譜》從1614年初版到1656年曾多次再版。